# 冰梨道
冰梨道是加拿大安大略省多倫多及約克區的一條南北向街道。在多倫多市內的路段完全位於士嘉堡境內，每日車流量為32000輛（據2007年5月數據）。因此，該道路被多倫多市列為主要幹道。
冰梨道始於安大略湖湖畔的士嘉堡懸崖，直接穿過士嘉堡，經過士刁士路，延伸至萬錦市的第14路。位於士嘉堡的路段上主要是住宅區，沿途有小型條狀商場，還有大型購物中心——士嘉堡購物中心。芬治路以北是冰梨林（Brimley Woods），這是一片小森林，現已成為城市公園，展示該地區先前樣貌。經過士刁士路之後，冰梨道蜿蜒穿過萬錦市美麗徑住宅區。

## 歷史
冰梨道夾雪柏路處是19世紀中葉愛靜閣社區形成的中心位置。這條道路還與鄰近的堅尼地公園、士嘉堡-愛靜閣選區及士嘉堡-紅河選區接壤。
羅倫斯東路以北的冰梨道附近有湯遜紀念公園及士嘉堡紀念博物館，以紀念締造原士嘉堡鎮的大衛·湯遜夫婦。高地溪的支流西高地溪流經公園。

## 地標
- 集友商場（Chartwell Plaza）
- 東方廣場（Oriental Centre）
- 士嘉堡購物中心（英语：Scarborough Town Centre）
- 湯遜紀念公園（英语：Thomson Memorial Park）及士嘉堡紀念博物館（Scarborough Memorial Museum）[9]
- 聖奧斯定神學院（英语：St. Augustine's Seminary）
- 懸崖公園（英语：Scarborough Bluffs）（Bluffer's Park）